# Oratorio di Santa Margherita
Oratorio di Santa Margherita, även benämnt Santa Margherita in Prigione, är ett dekonsekrerat oratorium i Rom, helgat åt den heliga jungfrumartyren Margareta av Antiokia (289–304). Oratoriet är beläget i Aurelianusmuren vid Viale Carlo Felice.
Under 1300-talet freskmålades oratoriets interiör av Pietro Cavallinis skola. Dessa fresker, vilka numera bevaras i museet vid den närbelägna basilikan Santa Croce in Gerusalemme, framställer bland andra Margareta av Antiokia och aposteln Paulus.

### Webbkällor
- ”Oratorio di Santa Margherita (Mura Aureliane)” (på italienska). Sotterranei di Roma. Arkiverad från originalet den 24 juni 2021. https://archive.ph/PVWPh. Läst 24 juni 2021.
- ”Oratorio di Santa Margherita” (på italienska). Roma Segreta. 1 maj 2013. Arkiverad från originalet den 24 juni 2021. https://archive.md/xsLG9. Läst 24 juni 2021.